# Telesecundaria
Telesecundaria é a denominação de um sistema de ensino à distância para alunos do ensino médio e ensino secundário criado pelo governo do México e que está disponível em áreas rurais do país, assim como na América Central, América do Sul, Canadá e Estados Unidos via satélite (Solidaridad I e Satmex 5), levado a cabo pela rede Edusat, um canal de TV estatal mexicano.